# Ultimate Marvel
Ultimate Marvel (poi Ultimate Comics) è un marchio editoriale di fumetti della casa editrice statunitense Marvel Comics fondato nel 2000, che pubblica serie a fumetti che si basano su una versione riscritta e aggiornata di alcuni famosi personaggi della Marvel come l'Uomo Ragno, gli X-Men, i Vendicatori e i Fantastici Quattro, dei quali sono state riscritte le origini, ambientandole in un universo narrativo slegato dalla continuity classica. Il progetto venne ideato basandosi sul nuovo universo Terra-1610. Nel 2009 l'intera linea è stata azzerata con il crossover Ultimatum, ripartendo col marchio "Ultimate Comics".
L'universo Ultimate si è concluso con la sua apparente distruzione nel crossover Secret Wars del 2015 dopo il quale alcuni dei suoi personaggi sono stati inglobati nell'universo Marvel canonico. Nel 2023 viene annunciato il definitivo rilancio dell'Ultimate Universe come universo alternativo, di cui la genesi e lo sviluppo sono affidate allo scrittore Jonathan Hickman. Il prologo al rilancio dell'intera linea avviene a partire dal 21 giugno 2023 con la miniserie evento Ultimate Invasion, scritta dallo stesso Hickman e disegnata da Brian Hitch. La serie che ne segna il ritorno definitivo è Ultimate Universe nel novembre 2023.

## Storia editoriale

### Prima fase dell'Ultimate Universe (2000-2015)
(Mark Millar nel 2001.)
La prima serie del nuovo universo, Ultimate Spider-Man (Vol. 1), esordisce nel 2000, ed è incentrata sulla versione riscritta e moderna di Spider-Man, a cui seguirono Ultimate X-Men (Vol. 1), Ultimates (Vol. 1) (dedicato ad un pubblico più maturo) e Ultimate Fantastic Four (Vol. 1). All'interno dell'universo Ultimate vi è inoltre un rinnovamento della genesi dei personaggi non più legata alle tecnologie e mentalità come quelle degli anni sessanta. Millar per esempio non riporta le origini degli Ultimate X-Men a una presunta evoluzione divina, ma sono figli di un esperimento genetico. Lo stesso Uomo Ragno non nasce in seguito ad un morso di un ragno radioattivo, ma è un aracnide geneticamente modificato. Nel caso della sua versione Ultimate, le pagine sono arricchite da un nuovo approccio alla scrittura che mescola abilmente quella di James Manet e Stan Lee, trattando lo script in maniera cinematografica e decomprimendo l'azione. 
Le storie e i personaggi dell'universo Ultimate sono state studiate per riflettere le differenze con l'era dei loro predecessori creati tra gli anni sessanta e settanta. Per esempio, Ultimate Spider-Man guadagna i propri superpoteri da un ragno geneticamente modificato e non da un ragno radioattivo e il suo alter ego Peter Parker, che nell'originale lavorava come fotografo, ora ha un lavoro part-time come webmaster. Differenza comune a tutte le serie è l'età dei protagonisti, generalmente più giovani dei corrispettivi dell'universo classico. In alcuni casi questo accade perché si è riportato il personaggio alle proprie origini - come l'Uomo Ragno per esempio - in altri casi l'intervento è più marcato: gli Ultimate Fantastic Four sono stati ringiovaniti fino a diventare poco più che adolescenti, giovani geni e, diversamente dalla versione classica, pressoché coetanei; il Dottor Strange è addirittura figlio di sé stesso. La nascita della nuova linea editoriale nasce inoltre a livello editoriale come una mossa commerciale per attirare l'attenzione di una nuova generazione di lettori e contribuire a sostenere una casa editrice come la Marvel Comics reduce dalle tribolazioni della seconda metà degli anni novanta, dal collasso delle vendite del biennio 1995/1996, ai problemi distributivi, cambi di proprietà, presidenza e editor del gruppo. Gli obbiettivi della nuova linea sono quelli di ringiovanire i personaggi Marvel e sgravarli da una continuity appesantita da decenni di storie. Ormai gli eroi principali erano diventati maturi ed esperti, nella vita quotidiana avevano un lavoro e in alcuni casi si erano sposati. Si rendeva necessario un reboot che favorisse l'ingresso di nuovi lettori, e un necessario aggiornamento delle origini di diversi personaggi che ormai trovavano le loro radici nella cultura e società dei primi anni sessanta, distante dalle tendenze e interessi delle nuove generazioni. Si vuole quindi creare una nuova versione dell'universo Marvel che sia uno specchio che rifletta la cultura pop e le situazioni socio-politiche degli anni duemila. La Marvel è consapevole dei rischi del lancio di un nuovo universo fumettistico, memore del fallimento del New Universe creato e voluto da Jim Shooter e che debutta nel 1986 per poi chiudere con scarsi consensi nel 1989. Ma in quel caso si trattava di un universo narrativo composto da nuovi supereroi crea appositamente per quell'evento editoriale e di fatto non rappresentava in alcun modo una rivisitazione del classico universo Marvel. L'altra esperienza negativa risale al 1996 con la saga Onslaught e la nascita del progetto Heroes Reborn dove la Marvel decide clamorosamente di dare in appalto ai principali artisti della rivale Image Comics alcuni dei suoi supereroi più famosi che interagiscono in un universo alternativo. Questi sono il Capitan America di Rob Liefeld, I Fantastici Quattro di Jim Lee, l'Iron Man di Whilce Portacio, Jim Lee, Scott Lobdell, gli Avengers di Jim Valentino. Inizialmente l'iniziativa suscita interesse e successo commerciale, ma l'hipe iniziale svanisce in fretta con un drastico calo di vendite e molte critiche dai fan Marvel. Dopo circa un anno gli eroi sopra citati ritornano nell'universo Marvel canonico. La storia però non si ripete e l'Ultimate Universe diviene l'operazione editoriale del decennio. In questo caso si vuole realmente aggiornare e modernizzare gli eroi classici con un'operazione coordinata dal vulcanico presidente Bill Jemas e dall'editor-in chief Joe Quesada che non solo si appoggiano sui migliori fumettisti sul mercato, ma vi affiancano top-writer alternative e spesso a digiuno di storie sui classici supereroi. Ne è esempio Brian Michael Bendis, uno scrittore distintosi nel mercato per le sue opere noir e crime quali Fire, Jinx, Torso e indirizzate ad un pubblico adulto. Su di lui cade la scelta di essere lo scrittore del titolo portabandiera della nuova linea editoriale ovvero Ultimate Spider-Man per i disegni di Mark Bagley. Bendis ha modo di mostrarci un Peter Parker differente da quello classico insicuro e macchiettistico. In questa versione vi è un adolescente in preda alle difficoltà di divenire un adulto consapevole con una visione della vita maggiormente coscienziosa. Il suo rapporto con i nuovi poteri diventa più problematico, ma viene accolto come un challenge. Altro merito di Bendis è di aver introdotto il primo Spider-Man afroamericano ovvero Miles Morales, altra innovazione Ultimate che porterà nel corso degli anni ad una molteplicità di eroi non caucasici che prolifereranno anche nell'universo classico. Dal punto di vista grafico viene sviluppato da Sara Pichelli, che contribuisce alla dinamicità delle storie e rende Morales un supereroe determinato e resiliente pronto a far valere la sua posizione di neo-spider-man. Tra i due nasce un rapporto e un'intesa che li porta ad una longeva collaborazione, più di 100 albi consecutivi. Stesso discorso vale per Mark Millar che finora non si è mai realmente dedicato ai classici supereroi, spaziando da Swamp Thing ad Authority e che ora è scelto per riscrivere la genesi degli X-Men. Liberi da ogni continuity precedente e con nuove e inaspettate svolte per i personaggi, il debutto è un successo e attira molti nuovi lettori ma ciò che dimostra la validità del progetto non è l'interesse per la novità, ma il fatto che con il passare dei mesi vi è una costante crescita nelle vendite. Per quanto riguarda la creazione di Ultimate Fantastic Four di vuole ideare la serie più sperimentale e innovativa e per questo viene consultato anche Grant Morrison, la serie viene poi sviluppata da grandi autori che spaziano da Mark Millar a Warren Ellis. Ma la serie che è la pietra angolare per le varie vicende e eventi fumettistici è Ultimates, il super team che rappresenta la versione degli Avengers in questo universo creativo. Mark Millar ne assume le redini scrivendone il primo arco narrativo come se fosse un film cinematografico. Al progetto partecipano anche Bendis e Grant Morrison che pur non essendo accreditato sembra arrogarsi le principali idee per la sviluppo dell'universo Marvel. Anche per quanto riguarda Gli Ultimates suggerisce un approccio più realistico: la formazione del team avviene per mano di Nick Fury, che deve reclutare nuovi supereroi per fronteggiare nuove minacce per l'ordine mondiale. La prima serie durata 13 albi e disegnata da Brian Hitch debutta nel marzo 2000, riscuotendo subito conensi e successi. Millar dice che la sua impronta cinematografica è dovuta al fatto che non vi potrà mai essere un film sugli Avengers, sembra un'affermazione ingenua, ma siamo solo agli inizi dell'epoca d'oro dei cinecomic e il primo film sullo storico gruppo uscirà solo nel 2012. La seconda serie di 13 albi viene distribuita tra il 2005 e il 2007, La terza serie di 5 albi è distribuita nel 2008. Nel 2010 esce la quarta serie ad opera di Jonathan Hickman che ha quindi modo di approcciarsi al nuovo universo. Il primo nucleo del gruppo è formato dalla versione Ultimate di Capitan America, Iron Man, Thor, Hulk, Wasp e Giant Man che si ritrovano agli ordini di Nick Fury, longa manus del governo degli Usa. Si viene quindi a perdere l'indipendenza dell'incarnazione classica formatosi per caso e prima sotto le direttive di Tony Stark e poi del redivivo Capitan America. Col passare del tempo la validità e novità dell'ultimate tendono a svanire e quindi si decide per una chiusura della linea nel 2015.
I personaggi dell'universo Ultimate sono esterni all'universo classico, Terra 616, e non possono interagire con i loro corrispettivi fino a quando, nel luglio 2005, venne sperimentato un contatto tra i due universi nella serie Ultimate Fantastic Four con un crossover, scritto da Mark Millar e disegnato da Greg Land, nel quale la versione Ultimate dei Fantastici Quattro incontra una versione zombie degli eroi Marvel.

L'intera linea Ultimate Marvel viene rilanciata dopo la conclusione del primo grande crossover Ultimatum, con il nome di Ultimate Comics, come dichiarato da Joe Quesada:
(Joe Quesada)
La definitiva chiusura dell'Ultimate Universe avviene nel 2015 con il world-wide crossover Secret Wars in seguito al quale alcuni personaggi sono inglobati nell'universo Marvel canonico ovvero dove si dipana la continuity della maggior parte delle serie Marvel. Questa saga evento prende il nome Secret Wars ad opera di Hickman e Esad Ribic, nella quale si riprende un'idea di Hicman, per quanto richiuda il fenomeno delle incursioni già accennato nella sua versione degli Avengers e New Avengers. Si tratta dello scontro/impatto tra due mondi che collidono, il tutto manipolato dagli Arcani che voglioniono distruggere il Multiverso. Per far fronte ad una tale minaccia crea l'ordine degli Illuminati basandosi su un'idea di Brian Michael Bendis nata su Avengers del 2005. formati da Reed Richards, Namor, Tony Stark, Black Panther, Dottor Strane e il Professor Xavier. Hickman vorrebbe causare un evento catastrofico che ricrei l'universo Marvel. L'opportunità arriva diversi anni dopo, quando l'incursione avviene con gli unici due mondi sopravvissuti ovvero Terra 616 e il mondo Ultimate. Lo scontro è devastante con diversi eroi morti e una grande distruzione e cataclisma, ma gli permette di realizzare un progetto a cui pensa da anni. Ad approfittarne è il geniale e temibile Doctor Doom che aveva concepito e creato un suo mondo personale chiamato Battle World dove agglomera le 41 realtà che vanno a formare le varie realtà dell'Universo Marvel. Il mondo ultimate è invece apparentemente annientato. Da notare come la fonte di ispirazione è Secret Wars di Jim Shooter che individua l'arcano come quell'entità che porta tutti i supereroi Marvel a sfidarsi sul mondo chiamato Battleworld. Con la saga Seret Wars Hicknman si avvicina con una mentalità (a dir suo) da ragazzino di 16 anni e questo viene percepito dai lettori chi vi si disaffezionano albo dopo albo, data l'eccessiva caoticità contrapposta agli improvvisi rallentamenti nello sviluppo della storia, che non soddisfa neppure nel finale, dove un fascistoide Reed Richards manda facilmente in crisi un uomo semidio in preda a dubbi e possibili fallimenti. Per cercare di rimediare viene aggiunto un n.9 alla prevista serie di 8 albi, dominati dal caos e dalla voglia eccessiva di morte e distruzione.

### Seconda fase (dal 2023)
Il rilancio dell'Ultimate Universe come universo alternativo avviene nel 2023 con una miniserie evento dal titolo Ultimate Invasion, composta da 4 albi scritti da Hickman e disegnati da Brian Hitch. Il rilancio definitivo dell'intera linea editoriale avviene con la serie regolare Ultimate Universe affidata inizialmente a Jonathan Hickman e Stefano Caselli. Allo scrittore Jonathan Hickman e affidata la genesi e lo sviluppo della seconda fase di questo universo alternativo. Come prologo e principio di questa nuova fase Hickman realizza Ultimate Universe una sorta di world-wide crossover che vede come protagonista il personaggio chiamato Creatore, la versione Ultimate malvagia e contorta di Reed Richards, il Mr.Fantastic dei Fantastici Quattro. Lo scrittore vuole tornare all'idea originale su cui si basava l'universo Ultimate ovvero creare una versione moderna dell'Universo Marvel che riflette il mondo contemporaneo. Inoltre vuole cercare di sottolineare i cambiamenti di questi ultimi vent'anni nella nostra società accentuando quindi le contraddizioni e le aspettative della nuova generazione. Da notare che la scelta del disegnatore ricade su Brian Hitch, il co-creatore degli Ultimates, il team che rappresenta la versione Ultimate degli Avengers, landmark e punto di riferimento per lo sviluppo della sua continuity. Hickman ne approfitta anche per riorganizzare il mondo in 4 are a livello geopolitico, ognuna delle quali è fortemente influenzata dalla presenza di un leader supereroistico. La realtà alternativa dell'universo Ultimate è ufficialmente indicata come Terra 6160 all'interno della mappa del multiverso. In questa realtà il nord est degli Stati Uniti è riuscito a formare una North American Union che comprende il resto degli States, il Canada, la Groenlandia, il Messico e parte del Centro America. Il vero leader di questa macro-nazione e Howard Stark. La parte restante delle nazioni sudamericane risultano più frazionate e meno unite politicamente, ma Emanuel De Costa ha sfruttato le sue conoscenze e il carisma personale per iniziare a formare una Society of South America, consapevole della necessità di sviluppare regioni macroeconomiche per avere lo spazio d'azione all'interno di un mondo ormai dominato da enormi sfere di influenza socio-economica. La coalizione europea ha il suo epicentro in Francia, ma non mancano i dissensi. Henry Dugarty cerca di mantenere unita una fragile alleanza ormai appesantita da secoli di storia che pesano su una presunta unità, mentre i diversi paesi rivendicano invece le loro identità storiche e culturali.

## Pubblicazioni della prima fase dell'Ultimate Universe (2000-2015)
Ultimate Marvel
- Ultimate Spider-Man (Vol. 1, 2000-2011; 160 numeri);[1]
- Ultimate X-Men (Vol. 1, 2001-2009);[4]
- Ultimate Marvel Team-Up (Vol. 1, 2001-2002; 16 numeri);[12]
- Ultimate Adventures (Vol. 1, 6 numeri) (2002-2003);[13]
- Ultimates (Vol. 1) (2002-2004; 13 numeri);[5]
- Ultimate Daredevil and Elektra (Vol. 1, 2003; 4 numeri);[14]
- Ultimate War (2003; 4 numeri; miniserie nella quale gli Ultimates incontrano gli X-Men.)[15]
- Ultimate Six (2003-2004; 7 numeri; team-up tra Ultimate Spider-Man e gli Ultimates contro gli Ultimate Six);[16]
- Ultimate Elektra (2004-2005; 5 numeri);[17]
- Ultimate Fantastic Four (2004-2009; 60 numeri);[18]
- Ultimate Galactus (trilogia)
  - Ultimate Nightmare (2004-2005; 5 numeri);[19]
  - Ultimate Secret (2005; 4 numeri);[20]
  - Ultimate Extinction (2006; 5 numeri);[21]
- Ultimates (Vol. 2) (2005-2007; 13 numeri);[22]
- Ultimate Iron Man (Vol. 1, 2005–2006, 5 numeri);[23]
- Secret Wars n.0, Jonathan Hickman (testi) e Esad Ribic (disegni), albo prologo, giugno 2015.
- Secrate Wars nn. 1-9, Jonathan Hichman (testi) e Esad Ribic (disegni), limited-series di 9 albi, evento fumettistico Marvel, luglio 2015 - marzo 2016.

## Pubblicazioni della seconda fase dell'universo Ultimate (dal 2023)
- Ultimate Invasion, Jonathan Hickman (testi) e Brian Hitch (disegni), limited-series di 4 albi, universe wilde crossover, 21 giugno 2023 - 27 settembre 2023.
- Ultimate Spiderman, Jonathan Hickman (testi) e Marco Checchetto (disegni), 10 gennaio 2024 - in corso
- Ultimate Black Panther, Bryan Hill (testi) e Stefano Caselli (disegni), 7 febbraio 2024 - in corso
- Ultimate X-Men, Peach Momoko (testi e disegni), 6 marzo 2024 - in corso
- Ultimates, Deniz Camp (testi) e Juan Frigeri (disegni), 5 giugno 2024 - in corso
- Ultimate Wolverine, Chris Condon (testi) e Alessandro Cappuccio (disegni), 15 gennaio 2025 - in corso

## Cronologia dell'universo Ultimate
La seguente cronologia riporta le date riportate nelle storie a fumetti stesse; spesso queste non vengono indicate esplicitamente, ma sostituite da un generico "anni prima" relativo all'anno Zero della nascita di Spider-Man.
- 1942:
  - il presidente degli Stati Uniti ordina l'inizio delle ricerche per la creazione di un supersoldato;
  - il dottor Erskine viene scelto per dirigere il progetto Rinascita;
  - il dottor Cornelius viene scelto per dirigere un altro progetto in Canada;
  - Steve Rogers decide di arruolarsi e viene scelto come cavia per il progetto Rinascita;
- 1943:
  - Nick Fury e James Howlett vengono arrestati per crimini di guerra;
  - Nick Fury viene scelto come cavia per il progetto Rinascita, l'esperimento ha successo: nasce il primo supersoldato;
  - Nick Fury scappa;
  - James Howlett viene scelto come cavia e condotto in Canada, anche questo esperimento ha successo, ma con effetti inaspettati: nasce il Mutante 0;
  - Il dottor Erskine trasforma in supersoldato anche Steve Rogers;
  - muore il dottor Erskine e con lui la formula del supersoldato;
  - Steve Rogers diventa Capitan America;
- 1944:
  - Capitan America fa esplodere un treno che trasportava materiale alieno per un'arma dei tedeschi;
- 1945:
  - Arnim Zola viene messo dai tedeschi a capo del progetto "Nazi-x" e utilizza come cavie i prigionieri di guerra delle altre nazioni;
  - Capitan America distrugge il laboratorio di Armin Zola e libera i prigionieri;
  - Capitan America viene messo a conoscenza della riuscita della creazione dell'arma aliena da parte dei tedeschi;
  - Capitan America mette incinta Gail, futura moglie di Bucky Barnes, e il figlio di Capitan America viene preso in custodia dal governo degli Stati Uniti;
  - Capitan America distrugge l'arma aliena dei tedeschi, ma finisce in fondo al mare, dove il suo corpo raggiunge uno stato di ibernazione e viene dato per morto;
- 1946:
  - gli esperimenti per la creazione del Mutante 0 raggiungono lo stato finale, grazie al particolare potere di guarigione sviluppato in James gli viene installato uno scheletro di Adamantio che lo rende praticamente indistruttibile;
  - il gene mutante comincia a diffondersi;
- 1952
  - il figlio di Capitan America scappa da una base segreta in cui era stato rinchiuso dal governo, uccide tutte le persone presenti e diventa il Teschio Rosso;
- 30 anni prima:
  - Maria Cerrera fa esperimenti per la rigenerazione umana;
  - Howard Stark crea una bio-armatura che protegge dagli urti e corrode i metalli, ma che corrode anche la pelle dell'utilizzatore; raggiunge un accordo con Maria Cerrera per collaborare alla risoluzione di questo problema;
  - Loni Stark, moglie di Howard, divorzia dal marito e progetta insieme a Zebediah Stane di prendersi la sua compagnia e i suoi brevetti;
- 28 anni prima:
  - Maria Cerrera viene infettata da uno dei suoi esperimenti, il suo corpo può ora rigenerarsi, ma come effetto collaterale il suo cervello cresce a dismisura; scopre di essere incinta;
  - Zebediah Stane si impadronisce della Stark Defense Corporation, ma non della formula dell'armatura;
  - Maria Cerrera muore e il suo corpo viene mantenuto attivo tramite i macchinari dell'ospedale per far nascere il suo bambino;
  - Nasce Tony Stark che, per gli effetti dell'esperimento materno, ha il cervello lungo tutto il corpo e soffre al contatto della sua pelle con qualsiasi cosa; Howard lo cosparge di una nuova bio-armatura che protegge la sua particolare pelle;
  - Howard e Tony sono costretti a nascondersi da Zebediah che farebbe qualsiasi cosa per avere la formula della bio-armatura;
- 25 anni prima:
  - Erik Lehnsherr, ragazzo mutante con il potere di controllare il metallo, libera James Howlett e uccide i suoi genitori;
- 24 anni prima:
  - Zebediah Stane viene arrestato per aver tentato di rapire Tony Stark;
  - Howard Stark crea una bio-armatura del colore della pelle e che premetta la crescita dei peli in modo da regalare a Tony una vita normale;
  - Loni Stark, insieme al piccolo Obadiah Stane, ottiene la Stane Corporation;
- 21 anni prima:
  - nasce Reed Richards;
  - nasce Susan Storm;
  - nasce Ben Grimm;
- 16 anni prima:
  - Erik Lehnsherr conosce Charles Xavier, un mutante con capacità telepatiche; il potere di Xavier non funziona su Lehnsherr; i due decidono di collaborare a favore della causa mutante;
  - nasce Jonny Storm;
  - nasce Peter Parker;
- 14 anni prima:
  - Charles e Erik danno vita ad una fratellanza mutante e si trasferiscono nella terra selvaggia dove Erik crea una casa per i mutanti tramite la mente visionaria di Charles;
  - Tony Stark comincia a costruire l'armatura che lo trasformerà in Iron Man, viene trasferito al Baxter Building;
  - Susan Storm fa notare la sua intelligenza brillante;
- 13 anni prima:
  - Charles Xavier e Erik Lehnsherr scoprono di potere sintetizzare la droga Banshee, capace di amplificare le mutazioni e di donarne di altre, dal sangue di James Howlett.
- Nel 2015 l'universo Ultimate va incontro alla sua apparente distruzione in seguito al fenomeno dell'incursione in cui (per volere degli arcani) entità cosmiche decidono della fine del Multiverso. Tale incursione porta alla sfida/impatto con Terra 616 (quella degli eroi canonici Marvel) e alla deforme creazione del mondo Battle World, dominata da un dispotico imperatore dio quale il Dottor Destino.

## Serie e albi pubblicati in Italia
Le storie dell'universo Ultimate sono suddivise in ere; ogni era viene chiusa con un crossover e la successiva apre con un rilancio delle testate.
Prima era (2000-2009)
Serie regolari
- Ultimate Spider-Man (71 albi)
- Ultimate X-Men (53 albi)
- Ultimates (43 albi)
- Ultimate Fantastic Four (32 albi)

Miniserie e albi speciali
- Ultimate Spider-Man Special (5 albi)
- Ultimate Spider-Man/X-Men ½
- Ultimate Adventures
- Ultimate Devil/Elektra
- Ultimate Elektra
- Ultimate X4 (pubblicato su Ultimate Fantastic Four #15)
- Ultimate Iron Man
- Ultimate Iron Man II
- Ultimate Wolverine vs. Hulk
- Ultimate Capitan America/Hulk
- Ultimate Origins
- Ultimatum (pubblicato su Ultimates #41-43)
- Ultimatum: Requiem (pubblicato su Ultimate Spider-Man #71)
  - Ultimatum: Spider-Man Requiem
  - Ultimatum: X-Men Requiem
  - Ultimatum: Fantastic Four Requiem

Seconda era (2009-2011)
Serie regolari
- Ultimate Comics: Spider-Man (13 albi)
- Ultimate Comics: Avengers (12 albi)

Miniserie e albi speciali
- Ultimate Comics: Armor Wars
- Ultimate Comics: Thor
- Ultimate Comics: Capitan America
- Ultimate Comics: New Ultimates
- Ultimate Comics: X
- Ultimate Comics: La Trilogia del Nemico
  - Ultimate Enemy
  - Ultimate Mistery
  - Ultimate Doom
- Ultimate Fallout

Terza era (2011-2014)
Serie regolari
- Ultimate Comics: New Spider-Man (15 albi)
- Ultimate Comics: Ultimates (16 albi)
- Ultimate Comics: X-Men (17 albi)

Miniserie e albi speciali
- Ultimate Comics: Hawkeye
- Ultimate Comics: Spider-Men (2 albi)
- Ultimate Comics: Wolverine
- Ultimate Comics: Iron Man
- Hunger (2 albi)
- Cataclisma
  - Cataclisma: L'ultima battaglia degli Ultimates (2 albi)
  - Cataclisma: Ultimate Spider-Man (pubblicato su Ultimate Comics: New Spider-Man #15)
  - Cataclisma: Ultimates (pubblicato su Ultimate Comics: Ultimates #16)
  - Cataclisma: Ultimate X-Men (pubblicato su Ultimate Comics: X-Men #17)
- Survive (pubblicato su Ultimate Spider-Man 100)

Quarta era (2014-2015)
Serie regolari
- Miles Morales: Ultimate Spider-Man (6 albi)
- All-New Ultimates (2 volumi)

Miniserie e albi speciali
- Ultimate Spider-Man 100
- Ultimate FF

Cross-over
- Oltre lo specchio (su I nuovissimi X-Men #23-26)
- Ragnoverso (su Amazing Spider-Man #13-19)
- Secret Wars (serie 2015, 10 albi compreso il numero 0)
  - Time Runs Out
  - Ultimate End
  - Thors